# Rolf Thorsen
Rolf Bent Thorsen, norveški veslač, * 22. februar 1961.
Thorsen je za Norveško nastopil na Poletnih olimpijskih igrah 1988 in 1992.
V Seulu je v dvojnem četvercu osvojil srebrno medaljo 
, v Barceloni pa je dosežek ponovil .
Hkrati je Thorsen trikratni svetovni prvak v dvojnem dvojcu, dvakrat je v tej disciplini na svetovnih prvenstvih osvojil srebro, enkrat pa bron.
Leta 1996 je za svoje dosežke dobil najvišje priznanje Mednarodne veslaške zveze, Medaljo Thomasa Kellerja.